# پنوم اورال
پنوم اورال (به لاتین: Phnom Aural) یک کوه در کامبوج است که در استان کامپونگ اسپیو واقع شده‌است. پنوم اورال ۱٬۸۱۳ متر بالاتر از سطح دریا واقع شده‌است.